# Resolució 2144 del Consell de Seguretat de les Nacions Unides
La Resolució 2144 del Consell de Seguretat de les Nacions Unides fou adoptada per unanimitat el 14 de març de 2014. El Consell va ampliar el mandat de la Missió de Suport de les Nacions Unides a Líbia (UNSMIL) a Líbia per un any, fins al 13 de març de 2015.

## Observacions
El Consell va assenyalar que Líbia havia de convocar eleccions, redactar una nova constitució i establir una Assemblea nacional. El 20 de febrer de 2014 es van celebrar eleccions per a l'Assemblea Constitucional.
Mentrestant, la situació al país s'havia deteriorar. Hi havia combats a l'est i a les fronteres del sud. A més encara hi havia molts presos sense judici, alguns d'ells nens. També eren un problema les detencions il·legals i el tràfic d'armes.

## Actes
Es va estendre el mandat de la UNSMIL fins al 13 de març de 2015. La missió era guiar la transició cap a un sistema democràtic, promoure l'aplicació de la llei i els drets humans, controlar el comerç d'armes i enfortir el govern.
També es va estendre el mandat del panell d'experts que ajudava a supervisar l'embargament d'armes i les sancions financeres contra Líbia fins al 13 d'abril de 2015.